# Dobbeltdysse von Oleskobbel

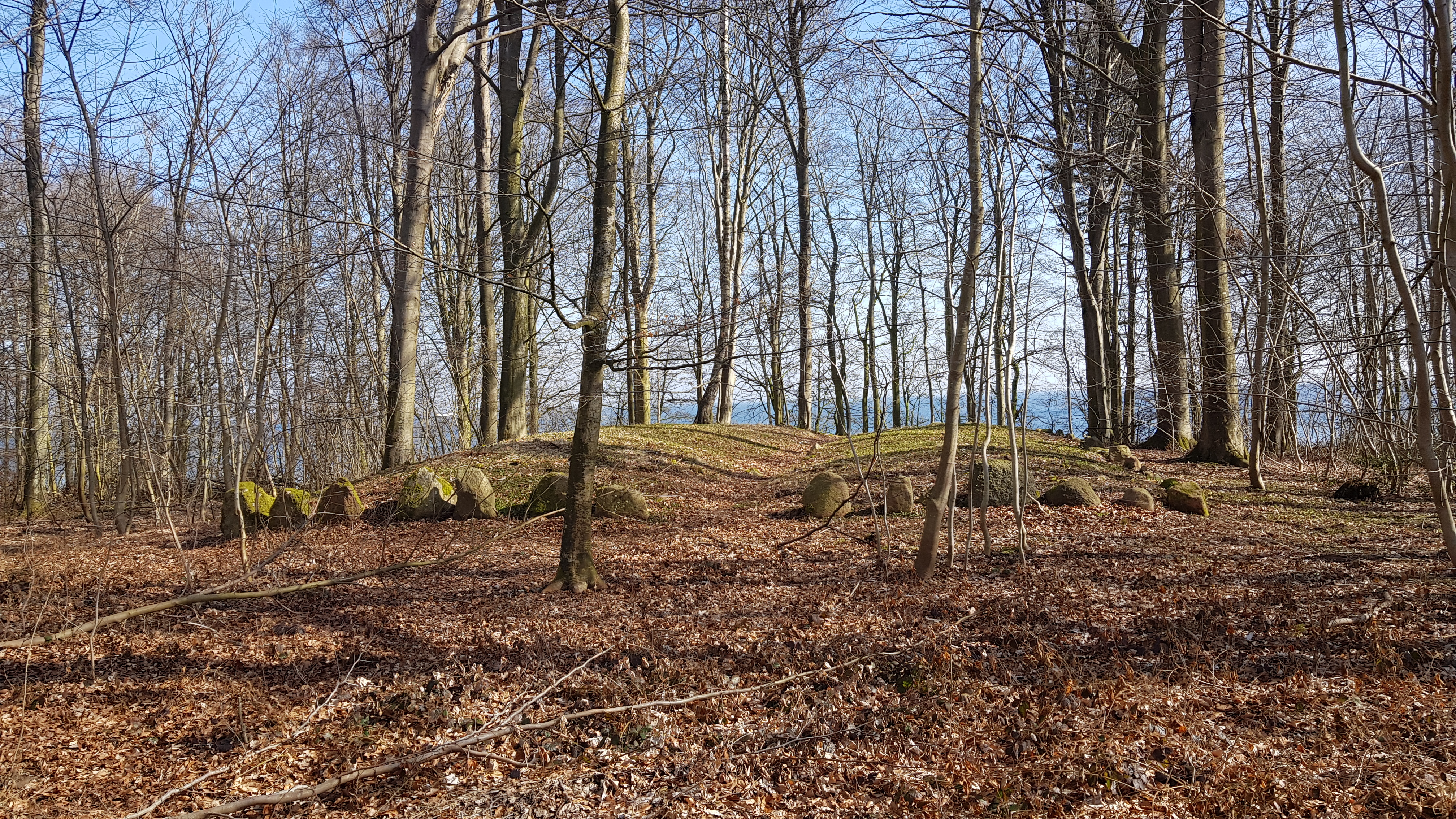

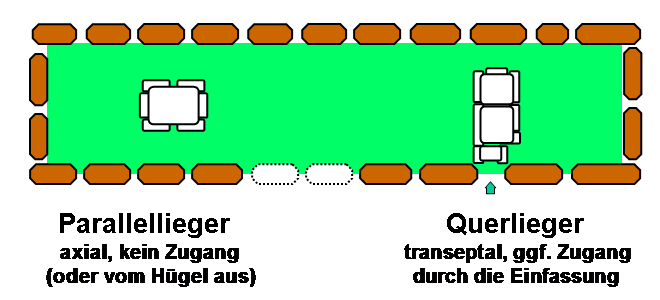
Parallel- und Querlieger

Der in ihrer Art einzigartige Dobbeltdysse von Oleskobbel liegt im Wald östlich von Asserballe bei Sønderborg auf der Insel Alsen in Dänemark. Das Großsteingrab stammt aus der Jungsteinzeit etwa 3500–2800 v. Chr. und ist eine Megalithanlage der Trichterbecherkultur (TBK).
Der Nordwest-Südost orientierte Hügel des Dobbeltdysse ist etwa 30,0 m lang und 14,0 m breit. Er ist von umgeben von 96 Randsteinen. Der etwa 1,5–2,0 m hohe Hügel wird etwa mittig, in Längsrichtung von einer doppelte Steinreihe durchzogen.
Etwa in der Mitte jeder Hügelhälfte liegt eine offene Dolmenkammer, im südlichen Hügel als Längs- oder Parallellieger, im nördlichen als Querlieger.
Die etwa 1,8 m lange und 0,8 m breite Südkammer besteht aus vier Tragsteinen. Im Osten liegt der niedrigste, er stellt den Schwellenstein dar. Die Kammer ist etwa 1,0 m tief.
Die Nordkammer besteht ebenfalls aus vier Steinen.
In der Nähe liegt Blommeskobbel.